# Iberodorcadion aguadoi
Espèce
Iberodorcadion (Hispanodorcadion) aguadoi Aguado & Tomé, 2000 est une espèce d'insectes coléoptères d'Espagne.

## Référence
- (es) Aguado & Tomé : Nuevo Iberodorcadion Breuning (Coleoptera, Cerambycidae) de Castilla y León: Iberodorcadion aguadoi. Biocosme Mésogéen, 16-1/2 pp 67-78.